# Carex nikolskensis
Carex nikolskensis är en halvgräsart som beskrevs av Vladimir Leontjevitj Komarov. Carex nikolskensis ingår i släktet starrar, och familjen halvgräs. Inga underarter finns listade i Catalogue of Life.